# The Panic Channel
The Panic Channel est un groupe américain de post-hardcore formé à Los Angeles, en 2004, à la suite de la troisième séparation du groupe  Jane's Addiction. Le groupe est composé du chanteur Steve Isaacs, anciennement du groupe Skycycle, et de trois membres de Jane's Addiction : Dave Navarro, guitare, Chris Chaney, basse, et Stephen Perkins, batterie et percussions. Le groupe sort un album studio, intitulé (ONe) en 2006, et se met en pause pour une durée indéterminée en 2007.

## Biographie
The Panic Channel se forme dans le sillage de la troisième séparation de Jane's Addiction au début de l'année 2004. Le groupe se compose du guitariste Dave Navarro, du bassiste Chris Chaney et du batteur Stephen Perkins, tous anciens membres de Jane's Addiction, ainsi que du chanteur Steve Isaacs, anciennement membre du groupe Skycycle. David Navarro indique que le choix du nom du groupe « est aussi un commentaire sur l'état des médias en ce moment. S'il y avait une chaîne qui ne montrait que de l'hystérie et de la panique, ce serait la chaîne la plus regardée à la télévision. Nous aimons penser que la création musicale est un moyen de canaliser la panique en quelque chose de tangible. En plus, ça sonne bien à la fin de la journée ».
Le 25 décembre 2004, ils diffusent en ligne sur leur site la vidéo de leur chanson Bloody Mary enregistrée lors d'un concert au Key Club de Los Angeles puis, le3 février 2005, réalise un showcase pour les professionnels où ils jouent huit chansons de leur album en préparation.
Leur premier album, (ONe), sort le 15 août 2006 chez Capitol Records. Selon le site officiel du groupe, le nom de l'album est ainsi décrit par le groupe : « (ONe) signifie beaucoup de choses. (ONe) = un, comme dans le premier enregistrement, 1. (ONe) = on, comme quand la chaîne est allumée. Il n'y a rien de plus qu'UN, spirituellement parlant. Et les parenthèses ? Elles maintiennent le tout ensemble. Et en ces temps de panique, c'est essentiel ». L'album est fraichement accueilli par la critique et ne recueille qu'un taux d'approbation de 39% sur Metacritic. Ainsi pour Andy Greene de Rolling Stone, « le premier disque du nouveau groupe de Dave Navarro ressemble beaucoup à un recueil de morceaux rejetés des Foo Fighters ».
Le single, Why Cry, est diffusé en radio en mai 2006 et le clip video publié en juillet. Ils publient également un single sur Internet, Teahouse of the Spirits. Ces deux chansons, ainsi que She Won't Last et Bloody Mary, peuvent être entendues sur la page Myspace du groupe. La chanson Teahouse of the Spirits apparaît également sur Madden NFL 07.
Le 6 septembre 2006, dans l'émission de téléréalité musicale Rock Star: Supernova de CBS, dont David Navarro est un des animateurs, il est annoncé que le groupe va faire la première partie du nouveau groupe Supernova pour une tournée débutant le 31 décembre à Las Vegas,. En janvier 2007, Siggy Sjursen de Powerman 5000 rejoint The Panic Channel en tant que bassiste en tournée, en remplacement permanent de Chris Chaney pris par des obligations familiales.
En mai 2007, le groupe quitte le label Capitol Records et, à la suite du déménagement à New York de Steve Isaacs, le groupe se met en pause. Dave Navarro et Stephen Perkins retrouvent Jane's Addiction en 2008.

## Membres du groupe
- Steve Isaacs - chant, guitare rythmique (2004-2007)
- Dave Navarro - guitare solo (2004-2007)
- Stephen Perkins - batterie (2004-2007)
- Chris Chaney - basse (2004-2007)
- Siggy Sjursen – basse (2007)

## Discographie
| Date de sortie | Titre | Label           | Billboard 200 | Ventes aux États-Unis |
| -------------- | ----- | --------------- | ------------- | --------------------- |
| 15 août 2006   | (ONe) | Capitol Records | 110           | 10 000                |

### Singles
| Année | Chanson | U.S. Modern Rock | U.S. Mainstream Rock | Album |
| ----- | ------- | ---------------- | -------------------- | ----- |
| 2006  | Why cry | 33               | 39                   | (ONe) |